# Épinards à la catalane
Les épinards à la catalane sont une façon catalane très typique de préparer les épinards, consistant à les faire sauter dans l'huile d'olive avec des raisins secs, des pignons de pin et d'autres ingrédients. 

## Présentation
Dans la cuisine catalane, c'est aussi une base très utilisée pour faire des plats plus élaborés, comme les coques, les cannellonis et d'autres.